# Deborah Tepper Haimo
Pour les articles homonymes, voir Tepper et Haimo.
Deborah Tepper Haimo (1921-2007) est une mathématicienne américaine qui est devenue présidente de la Mathematical Association of America (MAA).
Ses recherches portent sur l'analyse classique, en particulier, des généralisations de l'équation de la chaleur, des fonctions spéciales, et l'analyse harmonique.

## Formation et carrière
Haimo est née le 1er juillet 1921, à Odessa. Après avoir vécu en Palestine sous mandat britannique pendant plusieurs années, sa famille part aux Etats-Unis alors qu'elle a 11 ans. Elle étudie à la Girls' Latin School (en) à Boston, et se passionne pour la première fois pour les mathématiques dans sa deuxième année, quand elle étudie la géométrie euclidienne.
En entrant au Radcliffe College, elle commence l'étude de la physique parce qu'elle pensait que l'étude des mathématiques ne pouvait conduire qu'à une carrière d'enseignante et, à cette époque, les enseignants étaient licenciés une fois qu'ils étaient mariés[réf. nécessaire]. Cependant, ses expériences avec des influences inconnues[Quoi ?] de l'environnement dans les expériences de physique la conduisent à revenir à l'enseignement des mathématiques, où « nous avons le contrôle sur nos hypothèses ». En dernière année de premier cycle à Radcliffe, Haimo peut s'inscrire dans les cours de mathématiques à l'université Harvard.
Parmi ses professeurs, on compte Hassler Whitney et Saunders Mac Lane. C'est aussi dans une de ces classes qu'elle rencontre son futur mari, Franklin Tepper Haimo. Elle est diplômée en 1943 de Radcliffe, avec à la fois un baccalauréat et une maîtrise en mathématiques.
Ensuite, Haimo travaille en tant qu'instructrice de mathématique, dans une succession d'institutions : Lake Erie College (en), université du Nord-Est, université Washington de Saint-Louis, et l'université du Sud de l'Illinois (en). Pendant ce temps, elle élève également une famille de cinq enfants. Après dix ans d'interruption de ses études, elle  retourne aux études supérieures, alors qu'elle enseignait à l'université de Washington et à l'université du Sud de l'Illinois, et obtient son doctorat à l'université Harvard en 1964. Sa thèse, encadrée par David Widder avec le soutien non officiel d'Isidore Isaac Hirschman Jr. (en) de l'Université de Washington, est intitulée « Integral Equations Associated With Hankel Convolutions »,.
Après l'achèvement de son doctorat, elle est promue de rang de membre régulière de la faculté de l'Université Southern Illinois. Elle part à l'Université de Missouri–St Louis (en) en 1968, devenant rapidement chef de département.
Elle est présidente de la MAA de 1991-1992, devenant ainsi la troisième femme à la présidence de la MAA après Dorothy Lewis Bernstein et Lida Barrett (en). Au cours de son mandat en tant que présidente, elle crée un prix d'excellence en enseignement, réorganise la structure du comité, et travaille à promouvoir les femmes en mathématiques,. Elle prend sa retraite en 1992 et déménage à La Jolla, en Californie,, où elle prend un poste en tant que chercheur en visite à l'université de Californie, San Diego.
Elle décède le 17 mai 2007,.

## Prix et distinctions
Le Franklin & Marshall College (en) a décerné à Haimo un doctorat honorifique en 1991.
Haimo a reçu le prix Yueh-Gin Gung et le Dr Charles Y. Hu pour services distingués à la MAA en 1997.
Les Prix Haimo sont décernés en l'honneur de Deborah et Franklin Tepper Haimo par la Mathematical Association of America à des enseignants du secondaire ou de l'université pour l'excellence de leur enseignement.